# Aeroponía

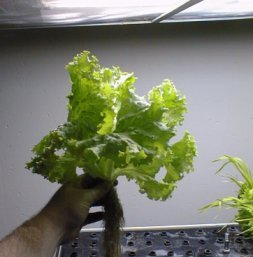
Detalle de una lechuga y de trigo cultivados en un aparato aeropónico., NASA, 1998

Aeroponía es el proceso de cultivar plantas en un entorno aéreo o de niebla sin hacer uso de suelo. La palabra "aeroponía" viene de los términos griegos aero y ponos que significan respectivamente aire y trabajo. Los cultivos aeropónicos difieren de los convencionales cultivos hidropónicos y crecimiento in vitro . Como se usa agua para transmitir nutrientes, a veces se habla de los aeropónicos como un tipo de hidropónico.

## Métodos
El principio básico de la aeroponía es hacer crecer las plantas en un entorno cerrado o semicerrado, pulverizando las raíces colgantes y el bajo tallo con una disolución acuosa rica en nutrientes. Las hojas y corona, a menudo llamadas dosel, se extienden hacia arriba. Las raíces de la planta están separadas por la estructura de apoyo. Muchas veces  se comprime espuma alrededor del tallo bajo y se inserta en una apertura en la cámara aeropónica, lo que disminuye el trabajo y los gastos; para plantas más grandes se usa un enrejado que mantiene el peso de la vegetación y sus frutos.
Idealmente, el entorno de las raíces está limpio de enfermedades o plagas de tal modo que las plantas pueden crecer más saludable y rápidamente que plantadas en la tierra. Sin embargo, dado que la mayor parte de los entornos aeropónicos no están perfectamente sellados al exterior, plagas y enfermedades son aún una amenaza. Entornos controlados potencian el desarrollo de las plantas, su salud, crecimiento, florecimiento y fructificado de cualquier especie de planta y cultivo.
Dada la sensibilidad de los sistemas de raíces aeropónicas a menudo se combina con hidropónicos convencionales que son usados como "salva cosechas", suministro de respaldo de agua y nutrientes por si el sistema de aeroponía falla.
Una variante al sistema de aeroponía tradicional es la "dinaponía aérea". En este sistema, desarrollado por el profesor Gregory Chow Kheong Keat, los pulverizadores de nutrientes elevan la solución nutritiva, y la rocían sobre las "raíces aéreas" que cuelgan en el aire, mientras se inyecta oxígeno a la solución de nutrientes. Las raíces sustentadoras se mantienen constantemente sumergidas en un nutriente rico en oxígeno, quienes a su vez, proveen la mayor parte de la nutrición y el oxígeno a la planta.

## Ventajas e inconvenientes

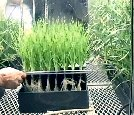
Muchos tipos de plantas pueden ser cultivadas aeropónicamente

### Ventajas
El crecimiento aeropónico está considerado seguro y ecológico por producir cosechas de forma natural manteniendo las plantas saludables. La principal ventaja ecológica de los aeropónicos es la conservación de agua y energía. Comparado con los hidropónicos, los aeropónicos ofrecen unos requerimientos de agua y energía menores por cada metro cuadrado de cultivo. [cita requerida] Cuando se usan de forma comercial, los aeropónicos usan una décima parte del agua necesaria con otros métodos para hacer crecer la cosecha pero esto puede reducirse hasta una veinteava parte.

### Incremento en la exposición al aire
Los cultivos aéreos optimizan el acceso al aire para un crecimiento exitoso. Los materiales y dispositivos que sostienen y soportan a las plantas aeropónicas las mantienen aisladas de enfermedades o agentes patógenos. Una característica de un verdadero cultivo aeropónico es que provee todas las necesidades de la planta por sí mismo.
Algo que distingue a un cultivo aeropónico auténtico y sus dispositivos, es que proporciona soporte monómico a la planta. El contacto monómico entre la planta y su soporte permite que el 100% de la planta quede en el aire. Un cultivo aeropónico a largo plazo requiere que el sistema de raíces esté libre de las limitaciones que rodean al tallo y la raíz. El contacto físico debe reducirse mínimo para no obstaculizar el crecimiento y la expansión natural de la raíz, el acceso al agua pura, el intercambio de aire y las condiciones libres de enfermedades.

### Beneficios de la presencia del oxígeno
La presencia de oxígeno en la rizosfera (zona de las raíces) es necesaria para que haya un crecimiento saludable de la planta [cita requerida]. Como los aeropónicos se cultivan con aire en combinación con microgotas de agua, casi cualquier planta puede crecer hasta la madurez en el aire, siempre y cuando cuente con suficiente oxígeno, agua y nutrientes.
Algunos cultivadores favorecen los sistemas aeropónicos sobre los hidropónicos debido a que la aireación aumentada de los nutrientes hace que llegue más oxígeno a las raíces de las plantas, estimulando su crecimiento y ayudando a prevenir la formación de patógenos.
El aire limpio abastece de oxígeno, el cual es un purificador excelente para las plantas y el entorno aeropónico. Para que la planta tenga un crecimiento natural debe tener acceso sin restricciones al aire. Debe permitirse que las plantas crezcan de forma natural para un desarrollo fisiológico exitoso. Mientras más confinado esté el sistema, mayor será la probabilidad de que la presión haga enfermar a la planta y al sistema aeropónico al completo.
Algunos investigadores han utilizado aeroponía para estudiar los efectos de la composición del gas de la zona radicular en el rendimiento de la planta. Soffer y Burger [Soffer et al., 1988] estudiaron los efectos de las concentraciones de oxígeno disuelto en la formación de raíces adventicias en lo que denomina "hidropónico aéreo". Utilizaron un sistema eólico e hidráulico de tres niveles: dividieron la raíz en tres zonas separadas. Los extremos de las raíces fueron sumergidos en un depósito de nutrientes, mientras que la parte central de la raíz recibió nutrientes en forma de neblina y la parte superior estuvo exenta de la neblina. Sus resultados demostraron que el oxígeno disuelto es esencial para la formación de la raíz. Sin embargo, también comprobaron que de las tres concentraciones de O2 utilizadas, la sección central expuesta a la neblina obtuvo mayor número y longitud de raíces que la sección sumergida o la que no estuvo expuesta a la neblina. Incluso a una menor concentración, la sección empañada por la neblina fue la que obtuvo mejores resultados.

### Otros beneficios del aire (CO2)
Las plantas en un verdadero aparato aeropónico tienen acceso 100% a concentraciones de dióxido de carbono que van desde las 450 ppm hasta las 780 ppm por fotosíntesis. A una milla (1,6 km) sobre el nivel del mar, la concentración de CO2 en el aire es 450 ppm durante el día. Por la noche, el nivel sube hasta los 780 ppm. A menor elevación el nivel será más alto. En cualquier caso, el aparato de cultivo aéreo ofrece a las plantas la capacidad de tener acceso pleno a todo el CO2 en el aire para la fotosíntesis.

### Cultivos libres de enfermedad
Los aeropónicos son capaces de limitar la transmisión de enfermedades dado que el contacto planta a planta es reducido y cada dosificación de componentes puede ser estéril. Las enfermedades pueden extenderse en entornos como tierra, agregados y otros. En la mayoría de invernaderos, estos entornos necesitan ser esterilizados después de cada cosecha. En muchos casos simplemente son descartados y reemplazados por nuevos, frescos y estériles.
Una ventaja sobresaliente de la tecnología aeropónica es que si una planta en particular se enferma, puede ser retirada rápidamente de la estructura de soporte sin desestabilizar o infectar a las otras plantas.
Debido al ambiente libre de enfermedades exclusivo de la aeroponía, muchas plantas pueden crecer a una mayor densidad (plantas por metro cuadrado) en comparación con las formas más tradicionales de cultivo (hidroponía, suelo y NFT). Los sistemas comerciales de aeropónicos ofrecen herramientas especializadas para acomodar las crecientes raíces de los cultivos.
Los investigadores Toit, L.J., H.W. Kirby y W.L. Pedersen en su obra “Evaluation of an Aeroponics System to Screen Maize Genotypes for Resistance to Fusarium graminearum Seedling Blight.” (Evaluación de un sistema aeropónico de un tamiz de genotipos del maíz y su resistencia a la plaga Fusarium graminearum) describen la aeroponía como "método útil, simple y rápido para la pre-selección de los genotipos resistentes una plaga específica del semillero o la pudrición de la raíz."
La naturaleza aislada del sistema aeropónico les permitió evitar las complicaciones que encontraron cuando estudiaban esas mismas infecciones en suelo cultivado.

### Agua y nutrientes hidro-atomizados
Un equipo de aeroponía requiere el uso de rociadores, pulverizadores, nebulizadores u otros dispositivos para crear una fina niebla de solución, necesaria para entregar los nutrientes a las raíces. Los sistemas aeropónicos son normalmente sistemas de ciclo cerrado que proporcionan macros y micro-ambientes, adaptados para mantener un cultivo aéreo de forma constante y confiable. Se han desarrollado muchas innovaciones para facilitar la pulverización y la nebulización aeropónica.
La clave para el desarrollo de las raíces en un entorno aeropónico es el tamaño de la gota de agua. En aplicaciones comerciales, suele utilizarse un hidro-atomizador de aire comprimido para crear una neblina presurizada que cubra zonas extensas de raíces.
Una variante de la técnica de la niebla es el uso de nebulizadores de ultrasonido que crean neblinas de nutrientes en sistemas aeropónicos de baja presión.
El tamaño de la gota de agua es crucial para mantener el crecimiento aeropónico. Una gota demasiado grande significa menos oxígeno disponible para las raíces. Una gota muy fina, tales como las generadas por el nebulizador por ultrasonido, producen un exceso de pelo radical que no permite el desarrollo de las raíces laterales, que son la base de un sistema aeropónico.
La mineralización de los transductores de ultrasonido requieren mantenimiento, además de la posibilidad de fallo de algún componente. Esta dificultad también la tienen los hidrojets y los rociadores de metal. La escasez de agua hace que la planta pierda turgencia y se marchite.

### Materiales avanzados
La NASA ha financiado la investigación y el desarrollo de nuevos materiales avanzados, con la finalidad de mejorar la fiabilidad y reducir el mantenimiento. También ha determinado que la niebla de alta presión hidro-atomizada con microgotas de 5-50 micras, son necesarias para un crecimiento aeropónico a largo plazo.
Ahora bien, para que haya un crecimiento a largo plazo, el sistema de rociado debe tener una presión lo suficientemente fuerte para forzar la niebla dentro de los densos sistema de raíces. La repetibilidad es la clave en la aeroponía e incluye además, el tamaño de las gotas de hidro-atomizado. La degradación de la espuma es ocasionada debido a la mineralización de los cabezales de los rociadores. Esto dificulta la diseminación de los nutrientes en el agua, dando lugar a un desequilibrio en el ambiente de medio aéreo del cultivo.
La próxima generación de hidro-atomizadores y rociadores a presión contarán con materiales especiales muy ligeros (polímeros), desarrollados con el fin de eliminar la mineralización.

### Absorción de nutrientes
La naturaleza discreta de los intervalos y la duración de la aeroponía permite medir en el tiempo la absorción de nutrientes bajo condiciones variables. Barak utiliza un sistema aeropónico para la medición no destructiva de las tasas de absorción de agua y de iones en arándanos. (Barak, Smith et al 1996). 
En su estudio, estos investigadores descubrieron que al medir las concentraciones y los volúmenes de entrada y efluvio, podían calcular con precisión la tasa de absorción de nutrientes (que se verificó mediante la comparación de los resultados con mediciones de los N-isótopos). Después de verificar el método de análisis, Barak pasó a generar datos adicionales específicos del arándano, como la variación diurna en la absorción de nutrientes, la correlación entre la absorción de amonio y efluvio de protones, y la relación entre la concentración de iones y el consumo. El resultado de trabajos como este, no sólo muestra el potencial de la aeroponía como herramienta de investigación en la absorción de nutrientes, sino que también abre la posibilidad de utilizarla para el control de la salud vegetal y la optimización de los cultivos en ambientes cerrados.

### Como herramienta de investigación
Poco después de su desarrollo, la aeroponía se posicionó como una valiosa herramienta de investigación. Los aeropónicos brindan a los investigadores una forma no invasiva de examinar las raíces en desarrollo. Esta nueva tecnología puso su disposición una mayor cantidad y variedad de parámetros experimentales utilizables en sus trabajos.
La capacidad de controlar con precisión los niveles de humedad en la raíz y la cantidad de agua suministrada hace a la aeroponía ideal para el estudio del estrés hídrico. K. Hubick evaluaba los aeropónicos como un medio para producir plantas consistentes, con un mínimo de estrés hídrico, para su uso en experimentos de fisiología de las sequías o las inundaciones.
Aeroponía es la herramienta ideal para el estudio de la morfología de la raíz. La ausencia de los agregados ofrece a los investigadores un acceso fácil a toda la estructura de las raíces de forma intacta, evitando el daño que pudiera ser causado por la eliminación de la tierra o los agregados. Se ha observado que la aeroponía produce sistemas radiculares más normales que los obtenidos por hidroponía.

## Tipos de aeropónicos

### Unidades a baja presión
En la mayoría de los jardines aeropónicos de baja presión, las raíces de las plantas se suspenderán a partir del depósito de la solución nutritiva o dentro de un canal conectado al mismo. Una bomba de baja presión envía la solución de nutrientes a chorros o mediante transductores de ultrasonido, que luego la gotean o la drenan de nuevo al depósito. A medida que las plantas crecen hasta alcanzar la madurez dentro de estas unidades, las zonas secas de las raíces tienden a sufrir, lo que impide la absorción adecuada de nutrientes. Por razones de costo, estas unidades no cuentan con purificadores de nutrientes, así como de la adecuada remoción de inconsistencias, desechos y patógenos indeseables. Estas unidades suelen ser adecuadas para aeropónicos de banco y para demostraciones de los principios de aeroponía.

### Dispositivos de alta presión
En los aeropónicos con tecnología de alta presión, la niebla es generada por una bomba de alta presión, la cual se utiliza normalmente en el cultivo de cosechas de alto valor y especímenes de plantas que pueden compensar los altos costes de instalación de este método de horticultura .
Los sistema de aeroponía a alta presión incluyen tecnologías para la purificación del aire y el agua, la esterilización de nutrientes, polímeros livianos y sistemas de suministro de nutrientes presurizados.

### Sistemas comerciales
Los sistemas comerciales de aeropónicos abarcan tanto los equipos como los sistemas biológicos. La matriz de sistemas biológicos incluye mejoras para extender la vida vegetal y la maduración de los cultivos.
Los subsistemas biológicos y los equipos incluyen sistemas de control de fluidos, prevención de enfermedades, resistencia a patógenos, cronometraje de precisión, presurización de soluciones nutritivas, sensores de calefacción y refrigeración, control térmico de soluciones, luminarias con eficientes flujos de fotones, filtros de amplio espectro, protección con sensores a prueba de fallos, mantenimiento reducido y ahorro de trabajo, ergonomía e innovaciones para fiabilidad a largo plazo.
Los sistemas aeropónicos comerciales, como los equipos de alta presión, son utilizados en cultivos de alto valor donde es necesario la rotación continua de los cultivos en una base de 24 x 7.
Los sistemas avanzados incluyen recopilación de datos, monitoreo, análisis de resultados y conexión con otros subsistemas a través de Internet.

## Historia
En la naturaleza, en los climas tropicales, la orquídea se desarrolla y crece libremente en los árboles.
Fue W. Carter en 1942 el primero que investigó el crecimiento en un entorno aéreo y definió un método para cultivar plantas en vapor de agua para facilitar el examen de las raíces. En 2006, los aeropónicos son usados en la agricultura de todo el globo.

## Apariciones en la cultura popular
En la serie de televisión Star Trek: Voyager, la nave espacial Voyager está equipada con un laboratorio aeropónico dirigido por el personaje de Kes. El laboratorio es escenario de algunos de los episodios. Sin embargo, se refieren a estos cultivos como "airponics".